# George Caddy

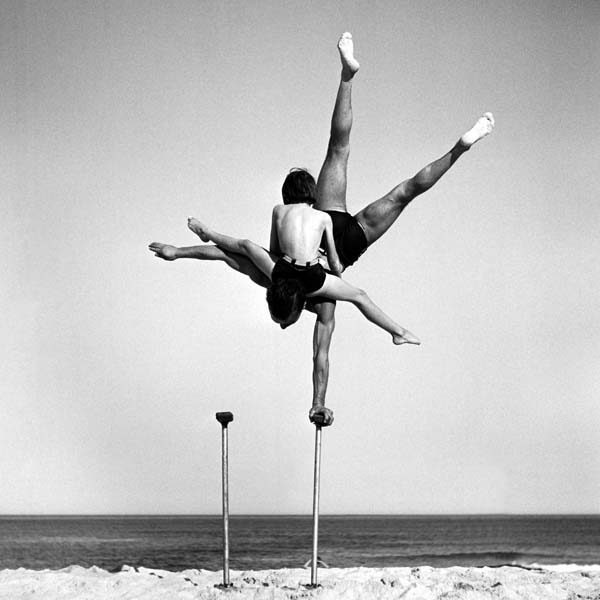
Beachobatics, Arthur a Pauline Couttsovi, 1939

George Caddy (18. února 1914, Melbourne Victoria, Austrálie – 21. října 1983, Maroubra) byl australský tanečník a fotograf. Je známý jako významný fotograf společenských aktivit na pláži Bondi ve své době, jeho stovky snímků byly znovuobjeveny v roce 2007, mezi nimi také unikátní dokumentární snímky historického akrobatické plážového klubu.

## Život a dílo
Narodil se v roce 1914 v Melbourne a do Sydney se s rodinou přestěhoval v roce 1929, když mu bylo 15 let. Jeho otec opustil rodinu, když mu bylo 17 a rodina žila v Bondi. Mladý Caddy našel v roce 1936 zaměstnání navrhování vzorů pro australský Home Journal, přičemž ve svém volném čase se věnoval fotografii a soutěžnímu tanci.
Ve svých 20. letech se stal mistrem tance jitterbug. Fotografie v časopisech té doby jej zobrazovaly s Mavisem Langem, tehdejším panujícím australským mistrem v jitterbugu.
Od roku 1936 až do roku 1941 trávil většinu víkendů na pláži a fotografováním svých přátel, kteří byli členy místního tělocvičného spolku známých jako taneční skupina s přezdívkou The Bondi Jitterbug.
Obě činnosti ukončil ve chvíli, kdy narukoval do armády.

## Fotografie
V 15. letech se přihlásil do fotografické soutěže časopisu Australian Photographic Review's a vyhrál. V kategorii seniorů obsadil jeho devatenáctiletý kolega Max Dupain z Ashfield třetí místo. Caddyho „Sunbather“ byl pořízen v témže roce jako Dupainův ikonický snímek jen s tím rozdílem, že se jednalo o detail nohou stojících na něčích zádech.
Samouk a amatér Caddy byl známý v kruzích fotografického klubu podobně jako Dupain, jeho práce byla ovlivněna modernistickým stylem newyorského magazínu Popular Photography Magazine.

### Vybavení
Na snímku z roku 1939 Caddy pózuje s fotoaparátem Voigtländer Bergheil s rastrovým hledáčkem, vybavením k ovládání blesku a zadní stěnou pro svitkový film na negativy o rozměrech 6x6 centimetrů.

Zemřel v Maroubra v roce 1983.

## Galerie

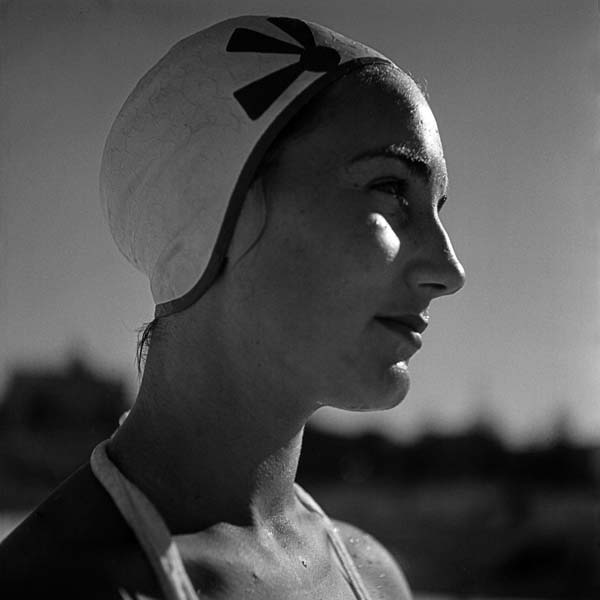
Norma, 1939
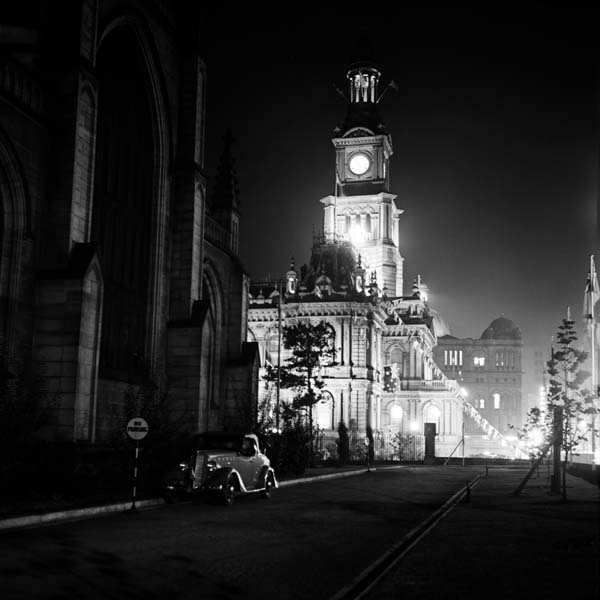
Town Hall, 1937
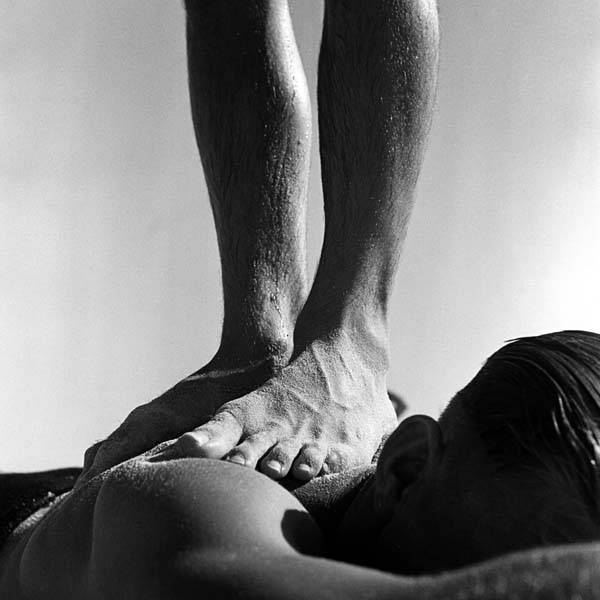
1937
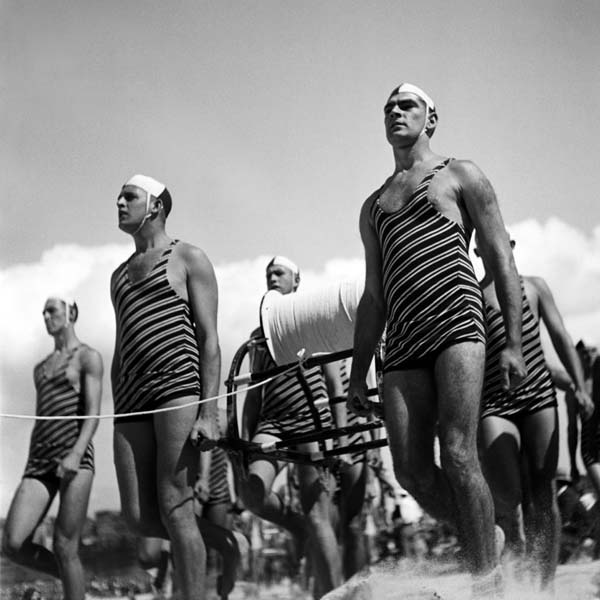
Záchranáři